# 鳗鲡碘泡虫
鳗鲡碘泡虫（学名：Myxobolus anguillae）为碘泡科碘泡虫属的动物。在中国，分布于广东等，营寄生生活，寄生在鳗鲡的前肠。